# 每日一天文圖
每日一天文圖（英語：Astronomy Picture of the Day，APOD）網站是美國國家航空暨太空總署（NASA）與密西根理工大學（MTU）提供的服務，網站每天提供一張影像或圖片，並由天文學家撰寫扼要說明其特別之處。照片呈現時不需要特別注明確實的拍攝日期，圖像有時也會重複。但圖片和描述經常與天文或太空探測的時事有關，圖像可以是一張相片、在不同波長下拍攝的假色圖，或是藝術家的構想。從1995年6月16日起開始，過去的影像都由APOD儲存著。NASA、國家科學基金會和密西根科技大學都支持網站。圖象作者是自然人或不屬於NASA，因此APOD的影像不同於NASA其它的影像集，經常只是擁有版權的。
經該網站授權並恆常翻譯網站內容的有21種語言，正體中文版本由台灣國立成功大學物理系翻譯，而簡體中文版本則由北京天文館翻譯，並由國立中央大學天文研究所蔡安理博士翻譯成台語版本。

## 註解
1. ↑  Nemiroff, Robert; Jerry Bonnell. . NASA. 2007-04-03  [2007-04-03]. （原始内容存档于2011-01-26）.
2. 1 2  Nemiroff, Robert; Jerry Bonnell. . NASA.   [2007-04-03]. （原始内容存档于2011-01-17）.
3. ↑  . 中央社. 2023-03-17  [2023-12-03]. （原始内容存档于2023-12-03）.

## 外部連結
- 官方网站：英語（NASA）、英語（倫敦大學學院）、正體中文（成大物理系）、簡體中文（北京天文館）、日語（丹羽愛一郎）、其他翻譯語言網站鏡像
- 每日一天文圖的Facebook專頁（NASA）
- 每日一天文圖的Facebook專頁（成大物理系，臺灣話）
- 每日一天文圖的Instagram帳戶（NASA）
- 每日一天文圖的Instagram帳戶（成大物理系，臺灣話）
- 每日一天文圖的X（前Twitter）（NASA）
- 每日一天文圖的X（前Twitter）（成大物理系，臺灣話）
- YouTube上的APOD英語播客頻道
- YouTube上的Videotizer頻道（人工智能語音，以英語朗讀APOD內容）